# Acuerdo de Viaje Trans-Tasmano

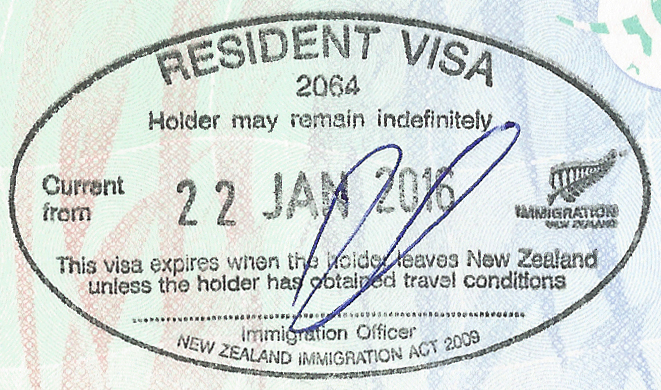
Sello de visado de residente neozelandés concedido a la llegada en virtud del Acuerdo de Viaje Trans-Tasman en un documento de viaje australiano.

El Acuerdo de Viaje Trans-Tasmano (en inglés: Trans-Tasman Travel Arrangement; TTTA) es un acuerdo entre Australia y Nueva Zelanda que permite la libre circulación de ciudadanos de uno de estos países al otro. El acuerdo entró en vigor en 1973 y permite a los ciudadanos de cada país residir y trabajar en el otro indefinidamente, con algunas restricciones. Otros detalles del acuerdo han variado con el tiempo. Desde el 1 de julio de 1981, todas las personas que entran en Australia (incluidos los ciudadanos neozelandeses) deben llevar pasaporte. Desde el 1 de septiembre de 1994, Australia exige visado universal y, para garantizar la libre circulación de los neozelandeses por el país, se introdujo el visado de categoría especial para neozelandeses.
El régimen de Nueva Zelanda se extiende también a los residentes permanentes australianos o a los titulares de un visado de regreso.

## Requisitos de visado
Antes del 1 de septiembre de 1994, Australia solía tratar a los neozelandeses como no ciudadanos exentos. Desde el 1 de septiembre de 1994, Australia exige un visado universal. Con el fin específico de garantizar la libre circulación de los neozelandeses en Australia, el 1 de septiembre de 1994 se introdujo el visado de categoría especial mediante el Reglamento de Migración de 1994. Se conoce como visado de subclase 444. En virtud de la normativa de 1994, se considera que los ciudadanos neozelandeses que entran en Australia han solicitado un visado de entrada temporal, que se concede automáticamente (sujeto a consideraciones de salud y carácter) y se registra electrónicamente. A diferencia de otros nacionales, no es necesario obtener un visado antes de la llegada. Y a diferencia de otros visados temporales, este visado en concreto -conocido como visado de categoría especial (SCV) subclase 444- no tiene límite de tiempo para los ciudadanos neozelandeses. Un sello con la fecha en su pasaporte a la llegada es todo lo que los ciudadanos neozelandeses observarán a su entrada en Australia. Para los titulares de un pasaporte electrónico que utilicen SmartGate, no hay sello con la fecha.
En 2009, Nueva Zelanda introdujo una nueva Ley de Inmigración que establecía un sistema universal de visados similar al de Australia. La Ley de 2009 también reflejaba el sistema australiano de visados de categoría especial en el sentido de que preveía la concesión automática a los australianos de un visado electrónico a su llegada a Nueva Zelanda para facilitar la entrada sin requisitos administrativos adicionales, como la cumplimentación de formularios de solicitud de visado.
La Ley de 2009 permite a una persona residir en Nueva Zelanda de forma indefinida si es titular de uno de los siguientes visados de clase de residencia:
- un visado de residente con permiso de entrada expedido en virtud de la Ley de Inmigración de 2009 o
- un visado de residente permanente expedido en virtud de la Ley de Inmigración de 2009 o
- un permiso de residencia expedido en virtud de la Ley de Inmigración de 1987 (estos se expidieron antes del 29 de noviembre de 2010).

Se considera que los ciudadanos australianos y los residentes permanentes australianos son titulares de un visado de clase de residencia a efectos de la Ley y en base a los reglamentos dictados en virtud de la Ley.
La Ley y los reglamentos de 2009 volvieron a confirmar las condiciones previas necesarias para que los ciudadanos australianos y los residentes permanentes pudieran vivir, trabajar y estudiar en Nueva Zelanda en virtud de la TTTA. Los ciudadanos australianos deben gozar de buena reputación (la declaración de reputación se realiza cumplimentando la sección de reputación de la tarjeta de llegada de pasajeros de Nueva Zelanda) y deben mostrar un pasaporte australiano válido a su llegada a Nueva Zelanda (o, si son titulares de un pasaporte extranjero, este pasaporte debe mostrar un visado declaratorio de ciudadano australiano o un visado declaratorio de ciudadano australiano (ya sea con una etiqueta o una carta de confirmación) como prueba de su ciudadanía australiana). Los residentes permanentes australianos también tienen que demostrar que tienen buena reputación, pero no necesitan una etiqueta física en sus pasaportes, ya que en la mayoría de los casos Inmigración de Nueva Zelanda reconocerá los visados de residente permanente australianos emitidos electrónicamente.
Tras su llegada a Nueva Zelanda en virtud de la TTTA, los ciudadanos australianos y los residentes permanentes pueden optar a un visado de residente permanente (PRV) siempre que hayan sido titulares de un visado de residente de forma continuada durante más de 24 meses y hayan cumplido los criterios del PRV. Sin embargo, los visados de residente que poseen los australianos caducan al salir de Nueva Zelanda, por lo que viajar dentro y fuera de Nueva Zelanda puede afectar al requisito de que el visado de residente debe mantenerse durante dos años de forma ininterrumpida. Si un ciudadano australiano o un residente permanente se encuentra en Nueva Zelanda con un visado de residente y desea permanecer durante un periodo prolongado y solicitar un visado de residente permanente en el futuro, deberá presentar una solicitud de Variación de las Condiciones de Viaje (VOTC) si desea viajar mientras tanto para asegurarse de que el visado de residente no caduca al salir de Nueva Zelanda.

## Ciudadanía
Antes de 2001, la legislación australiana en materia de ciudadanía trataba a los ciudadanos neozelandeses residentes en Australia como residentes permanentes australianos, lo que les permitía solicitar la ciudadanía en las mismas condiciones que los demás residentes permanentes. Las reformas de 2001 eliminaron ese estatus: los neozelandeses que llegaran a Australia después del 26 de febrero de 2001 no podrían solicitar la nacionalidad australiana, independientemente del número de años que llevaran residiendo en el país, a menos que primero presentaran una costosa solicitud de residencia permanente. Este cambio fue impopular en Nueva Zelanda y se convirtió en un factor de irritación en las relaciones diplomáticas entre ambos países. En respuesta, en 2023, el gobierno australiano acordó con Nueva Zelanda modificar la legislación australiana sobre ciudadanía para permitir a los neozelandeses residentes en Australia solicitar directamente la ciudadanía australiana tras cuatro años de residencia, sin necesidad de solicitar primero la residencia permanente.